# Hans von Pechmann
Hans von Pechmann (Núremberg, 1 de abril de 1850–Tubinga, 19 de abril de 1902) fue un químico alemán, famoso por descubrir el diazometano en 1894, la condensación de Pechmann y la síntesis de pirazoles de Pechmann. Fue el primero en preparar 1,2-dicetonas (e.g., diacetilo), ácido acetonadicarboxílico, metilglioxal y Benzofenona y estableció la estructura simétrica de antraquinona.

## Biografía
Nació en Núremberg. Después de estudiar con Heinrich Limpricht en la Universidad de Greifswald se convirtió en profesor en la Universidad de Múnich hasta 1895. Fue profesor en la Universidad de Tubinga desde 1895 hasta su muerte. Se suicidó tomando cianuro, a los 52 años.
Von Pechmann también creó el primer ejemplo sólido polietileno casualmente en 1898, a través de la descomposición del diazometano.

## Obras
- Volhard's Anleitung zur Qualitativen chemischen Analyse . Chemisches Labolatorium des Staates, München 9th & 10th ed. 1901 Edición digital de la Universidad y biblioteca estatal de Düsseldorf
- Anleitung zur quantitativen Analyse nach Cl. Zimmermann : zum Gebrauche im chemischen Laboratorium des Staates zu München . Chemisches Laboratorium des Staates, München 10th ed. 1901 Edición digital de la Universidad y biblioteca estatal de Düsseldorf